# Rhagio pallidipennis
Rhagio pallidipennis är en tvåvingeart som beskrevs av Becker 1921. Rhagio pallidipennis ingår i släktet Rhagio och familjen snäppflugor. Inga underarter finns listade i Catalogue of Life.